# Episodi di Being Human (serie televisiva 2009) (prima stagione)
La prima stagione di Being Human è andata in onda nel Regno Unito sul canale BBC Three dal 25 gennaio al 1º marzo 2009.
In Italia, la prima stagione è stata trasmessa dal 2 al 16 aprile 2010 sul canale pay Steel, della piattaforma Mediaset Premium; in chiaro è stata trasmessa dal 7 al 14 gennaio 2013 su Rai 4.
Inizialmente nel Regno Unito, gli episodi sono stati trasmessi senza titolo e così è avvenuto anche per la trasmissione italiana della stagione; tuttavia i titoli in inglese sono stati poi comunicati all'inizio del 2012.
La serie consta anche di un episodio pilota trasmesso il 18 febbraio 2008 sullo stesso canale nel quale i toni della serie erano più gotici e dove i personaggi di Annie e di Mitch erano interpretati da altri attori; tale episodio è considerato una sorta di test e quindi non è stato venduto all'estero insieme agli episodi "regolari" della prima stagione.
| nº | Episodio            | Prima TV Regno Unito | Prima TV Italia |
| -- | ------------------- | -------------------- | --------------- |
| 0  | The Monsters Within | 18 febbraio 2008     | inedito         |

| nº | Titolo originale          | Titolo italiano | Prima TV Regno Unito | Prima TV Italia |
| -- | ------------------------- | --------------- | -------------------- | --------------- |
| 1  | Flotsam and Jetsam        | Episodio 1      | 25 gennaio 2009      | 2 aprile 2010   |
| 2  | Tully                     | Episodio 2      | 1º febbraio 2009     | 2 aprile 2010   |
| 3  | Ghost Town                | Episodio 3      | 8 febbraio 2009      | 9 aprile 2010   |
| 4  | The Black Day             | Episodio 4      | 15 febbraio 2009     | 9 aprile 2010   |
| 5  | Where the Wild Things Are | Episodio 5      | 22 febbraio 2009     | 16 aprile 2010  |
| 6  | Bad Moon Rising           | Episodio 6      | 1º marzo 2009        | 16 aprile 2010  |

## Episodio 1
- Diretto da: Toby Haynes
- Scritto da: Toby Whithouse

### Trama
Annie, un fantasma, si ritrova a vivere nella casa dove è morta e a dividerla con due ragazzi: George, un licantropo che si nasconde nei boschi per trasformarsi, e Mitchell, un vampiro che però non si nutre di esseri umani cercando così di contrastare con tutte le sue forze la sua natura. Grazie alla loro presenza Annie, prima invisibile agli occhi degli altri, ora viene vista non solo dagli esseri come Mitchell e George, ma anche dalle altre persone. Mitchell e George per provare a vivere come degli esseri umani, lavorano in ospedale. Durante la sera di luna piena George, accompagnato da Mitchell, si reca come suo solito nel bosco per trasformarsi. Qui però incontra diverse persone e per evitare di ucciderle si fa portare da Mitchell a casa. La trasformazione avviene così in un luogo chiuso sotto gli occhi di Annie e Mitchell. I due però, vista la violenza del licantropo decidono di lasciarlo solo a distruggere tutto ciò che ha a portata di mano. L'indomani, si presenta a casa Owen, il proprietario dell'appartamento nonché ex ragazzo di Annie, la quale ne è ancora innamorata. Mitchell e George decidono però di tenerla nascosta e di evitare così l'incontro tra i due per evitare uno shock ad Owen. In ospedale, Mitchell riceve la vista di Herrick, un poliziotto nonché uno degli antichi vampiri che cerca di convincere Mitchell a tornare con lui, tentativo che si rivelerà vano.
Nei sotterranei dell'ospedale, George riceve la visita di Lauren, una ex infermiera morta, vampirizzata da Mitchell. Infuriato va da Mitchell per raccontargli dell'incontro. Intanto, in casa Annie vuole incontrare Owen e così gli manda un messaggio firmandosi George per fargli sistemare un problema in casa ma quando quest'ultimo si presenta è accompagnato dalla sua nuova fidanzata ed Annie, turbata risulta invisibile agli occhi di entrambi. Rientrato in casa George trova Owen e capisce che il ragazzo non può vedere l'amica e subito dopo cerca di consolarla. La sera, Mitchell esce con una ragazza e all'appuntamento si presenta Lauren la quale minaccia Mitchell e gli chiede di tornare con loro. Intanto George preoccupato che l'amico potesse far del male alla ragazza corre a cercarlo ma trova soltanto la ragazza moribonda e tenta di aiutarla. Subito dopo arriva Mitchell e i due insieme cercano di aiutarla ma Mitchell, nonostante l'incitamento di Lauren, responsabile della situazione, rifiuta di trasformarla. George, con la conferma di Mitchell, capirà che i vampiri in città sono innumerevoli.

## Episodio 2
- Diretto da: Toby Haynes
- Scritto da: Toby Whithouse

### Trama
George si risveglia nel bosco dopo la trasformazione, ma questa volta non è solo. Ad "aspettarlo" c'è un uomo, Tully, che gli porta dei vestiti dicendo di sapere chi lui fosse e di confessargli di essere come lui. Sconvolto, corre a casa dove Mitchell ha organizzato una festa con il vicinato per meglio integrarsi con loro ma George ne è contrariato. Alla festa si presenta Tully che dice a George di poterlo aiutare. Nonostante la riluttanza di George, Mitchell, spalleggiato da Annie, invita Tully a rimanere a casa da loro per qualche giorno. Tully conquista subito la fiducia e la simpatia di Annie facendole complimenti e preparandole da mangiare. Tornato dal lavoro, George trova Tully ad aspettarlo per cominciare le prime lezioni per controllare meglio la sua trasformazione: gli insegna dei trucchi per evitare sia di uccidere sia di essere scoperto. Mediante questo aiuto, George comincia a ricredersi su Tully e a credere di più in se stesso grazie agli incitamenti che Tully gli fa, tanto che in ospedale si convince a chiedere di uscire ad un'infermiera, Nina. Intanto, Mitchell riceve nuovamente la visita di Lauren che continua con le sue accuse dicendogli di averla abbandonata. L'indomani, Annie si trova a casa sola con Tully il quale comincia a farle proposte strane fino a provare a baciarla tanto da sconvolgerla e costringerla a "spostarsi" fuori casa. Impaurita comincia a correre fuori casa per cercare di raggiungere l'ospedale ma non ci riesce. Mentre Mitchell sta tornando a casa incontra Annie sconvolta e in lacrime la quale le racconta tutto. Arrivati a casa i due cacciano Tully da casa, ma si trovano a dover litigare con George il quale invece vuole che il suo nuovo amico rimanga. Tully aveva raggiunto il suo scopo: mettere contro George ai suoi amici. George lascia la casa per dirigersi nel bosco insieme a Tully il quale gli confessa che a trasformarlo in un licantropo fu lui. Su tutte le fuori George litiga con Tully e torna dai suoi amici spiegando tutto e scusandosi con loro per il suo comportamento. I tre insieme si mettono a guardare un film convinti di vedere Mitchell fare un'apparizione ma in realtà è il video di un'esecuzione compiuta da Lauren. I tre sconvolti buttano via il video. La sera George torna nel bosco per trasformarsi e qui vi incontra Tully che sta tentando il suicidio. Inizialmente titubante, George lo salva e una volta trasformati comincia tra i due una brutta lotta. L'indomani, George lascia Tully solo nel bosco dicendogli addio per sempre. In casa, Mitchell assetato recupera il video che in precedenza avevano buttato.

## Episodio 3
- Diretto da: Alex Pillai
- Scritto da: Rachel Anthony

### Trama
Annie sempre più triste per la sua morte e per l'impossibilità di poter vivere insieme ad Owen viene portata fuori da Mitchell e George. I tre vanno in discoteca dove Mitchell presenta Gilbert ad Annie: Gilbert è un altro fantasma morto negli anni '80. Tra i due si instaura immediatamente un buon rapporto. L'indomani, Annie esce con Gilbert il quale la porta al cimitero per confrontarsi con la sua lapide: Annie decide allora di farsi aiutare per scoprire cosa la tiene ancora sulla terra. Insieme cominciano ad indagare sulla vita di Annie e Gilbert giunge alla conclusione che la ragazza non si è mai divertita. Decide allora di provvedere ma il divertimento per Gilbert non corrisponde al divertimento secondo Annie. Owen torna a casa per sistemare dei problemi al lavandino ed è proprio in quel momento che Annie capisce che il suo scopo è quello di prendersi cura di Owen e decide così di fargli da moglie cucinandogli, stirandogli e prendendosi cura di lui. Nel frattempo Mitchell in ospedale riceve la visita di Lauren la quale lo supplica di aiutarla ad uscire della dipendenza di sangue umano e Mitchell le promette di aiutarla ma vedendola così male decide di farle bere il suo stesso sangue. Intanto George è alle prese con Nina la quale vorrebbe spiegazioni per il mancato appuntamento. Uscita fuori a fumare, incontra però Mitchell il quale le parla di George e la invita a cena per lui. Tornato a casa George, agitato per l'appuntamento, prepara tutto alla perfezione chiedendo ad Annie e Gilbert di stare buoni durante la cena. Finito di mangiare, George sale in camera con Nina ma la respinge facendo nascere diversi dubbi alla ragazza. Il giorno dopo, Mitchell per aiutare Lauren sempre più affamata, ruba del sangue in ospedale il quale però non ha effetto sulla ragazza, la quale, accecata dalla fame, fugge per tornare nuovamente con Herrick. In ospedale, George sta per uscire per dirigersi verso il bosco per trasformarsi ma viene fermato da Nina che vorrebbe delle spiegazioni per il comportamento del ragazzo la sera precedente. I due stanno parlando ma l'animale in George prevale tanto da fargli compiere un gesto che non avrebbe mai fatto prima. Intanto Annie, accompagnata da Gilbert, torna a casa di Owen ricordando che quel giorno sarebbe stato il loro anniversario e sperando che anche lui lo avrebbe ricordato. Ma quando si rende conto che per Owen quel giorno è uno dei tanti, decide di farglielo ricordare. Tornata a casa da sola, viene sorpresa da Owen che torna nuovamente per sistemare dei problemi in casa. Lei lo guarda lavorare quando ad un tratto ricorda tutto: la sera della sua morte stava litigando con Owen e fu lui a spingerla per le scale ed ucciderla. Sconvolta comincia a piangere e nonostante i tentativi di Gilbert non riesce a calmarsi. Gilbert per consolarla le confessa di amarla e per lui appare la porta per la morte: quello che lo teneva ancora in terra era lei. Mitchell intanto, sentendosi sconfitto per Lauren rincasa trovando Annie in lacrime la quale gli racconta tutto. Il giorno dopo George felice per aver fatto l'amore con Nina rincasa ma invece di parlare della sua magnifica storia trova Mitchell a consolare Annie in lacrime.

## Episodio 4
- Diretto da: Alex Pillai
- Scritto da:  Brian Dooley

### Trama
Mitchell va da Herrick per portare via Lauren e, sorpreso, trova un Herrick disposto alla conversazione che verte comunque sul ritorno di Mitchell tra loro. Tornato a casa, Mitchell trova un George entusiasta all'idea di un nuovo appuntamento con Nina e trova una strana situazione con Annie che ancora sconvolta dal ricordo della sua morte, riesce a far muovere gli oggetti senza però riuscire a controllarli. Uscito da casa, Mitchell vede dei bulletti che danno fastidio al suo vicino di casa, Bernie, così decide di intervenire, acquistando così le simpatie del bambino.
 Intanto George vede Nina e insieme decidono di provare a cominciare una storia insieme. Il giorno dopo, Mitchell vede di nuovo Bernie e passano una giornata insieme. Mentre i due sono al Bowling appare nuovamente Lauren che comunica a Mitchell la sua decisione di rimanere con Herrick. Tornati a casa, Mitchell fa una festicciola con Bernie, George ed Annie che però non può essere vista dal bambino. Prima di andare via, però, Mitchell presta un film di Stanlio e Ollio al bambino, in quanto quest'ultimo ignora chi siano i due attori. Arrivando a casa, Bernie si mette a guardare il video che però non è quello che pensava: si tratta in realtà del video dell'esecuzione di Lauren. Non appena la madre di Bernie se ne accorge va da Mitchell accusandolo di essere un pedofilo creando molti problemi tra tutto il vicinato e Mitchell e George. 
Il vicinato comincia a scagliarsi contro i due costringendo Owen ad intervenire dando lo sfratto ai due. George, stanco di questa situazione comincia a pensare che per loro non può esistere la normalità così lascia Nina, la quale però per chiedere informazioni va a casa del ragazzo dove assiste all'odio del vicinato per George, il quale però si rifiuta di dare spiegazioni mandando via la ragazza. 
La sera, Bernie va da Mitchell per chiedere scusa ma non appena un vicino vede i due insieme comincia ad urlare contro Mitchell. Tra i due comincia una brutta lite e mentre Bernie sta tornando a casa richiamato dalla madre, viene investito nonostante Mitchell avesse cercato di aiutarlo. Subito viene portato all'ospedale dove però le sue condizioni sono molto gravi. Mitchell pone quindi la madre del bambino di fronte ad una scelta: lui potrebbe salvarlo trasformandolo in un vampiro cambiando la vita sia del bambino che la sua. Intanto George, disperato per l'incidente va a casa da Nina per parlare e tornare nuovamente insieme. 
Mitchell, dopo la decisione presa dalla madre di Bernie (che ha provveduto a chiarire col vicinato di essersi sbagliata e che era stato tutto solamente un malinteso), torna da Herrick per comunicargli che ha deciso di tornare con lui.

## Episodio 5
- Diretto da: Colin Teague
- Scritto da: Toby Whithouse

### Trama
Le cose tra George e Nina sembrano andare alla grande. Mitchell è definitivamente tornato con Herrick, tanto che viene fatta una festa per il suo ritorno. Annie ha deciso di perseguitare Owen. Ognuno dei tre sembra avere uno scopo. Mitchell, insieme ad Herrick, comincia a reclutare vampiri convinto che in questo modo salverà l'umanità; George aiuta Annie a preparare la sua vendetta contro Owen che inizierà quel giorno stesso. Mentre Mitchell e George sono al lavoro, Annie è casa sola quando arriva Owen: inizia così a mettere in atto il suo piano facendosi vedere dal suo ex ragazzo. Inizialmente sconvolto Owen cambia però i piani di Annie riuscendo, con le sue parole e la sua cattiveria, a mettere KO la ragazza. Annie decide così di dover avvertire la nuova compagna di Owen, la quale però vedendo il fantasma di Annie si spaventa a tal punto da svenire per poi nascondersi e, quando arriva Owen, corre da lui raccontandole tutto sotto gli occhi di Annie. Owen però consola la sua ragazza negando di vedere Annie e continuandola a ferire. Intanto Mitchell è insieme ad una sua vecchia fiamma, Josie, alla quale confessa i suoi piani, trovando però la donna molto contrariata. Tornato a casa, Annie racconta il suo piano di persecuzione ad Owen e la sua giornata all'amico che però rimane molto distaccato facendo capire sia a lei che a George che ha ricominciato a nutrirsi di sangue umano. Mitchell spiega così le sue motivazioni, trovando però i due amici contrari. Al lavoro, George viene chiamato da Josie la quale informa il ragazzo che i vampiri si stanno mobilitando. Intanto, Mitchell arrivato al loro covo scopre che Herrick e gli altri tengono prigionieri degli umani dai quali si nutrono fino ad ucciderli. Disgustato e contrariato, Mitchell decide di andarsene di nuovo ma questa volta Herrick non glielo permette. Nel mentre ad aiutare l'amico, arrivano George ed Annie che, grazie all'inaspettato aiuto di Lauren, che si sacrifica per Mitchell, riescono tutti e tre a fuggire. Giunti a casa, i tre chiamano Owen che strafottente affronta Annie, la quale questa volta spalleggiata da Mitchell e George lo affronta e lo spaventa a tal punto da costringerlo a confessare tutto alla polizia. Non appena Owen fugge dalla casa, appare per Annie la porta che la conduce alla morte. Dopo aver salutato gli amici, sta per andarsene quando bussano alla porta: Mitchell va ad aprire ma viene gravemente ferito da Herrick. Terrorizzati, George chiama subito l'ambulanza e grida ad Annie di andare via... la ragazza però è combattuta tra il rimanere e l'andare via.

## Episodio 6
- Diretto da: Colin Teague
- Scritto da: Toby Whithouse

### Trama
L'episodio si apre con un flashback che riporta a due anni prima. La scena si svolge in un locale dove tre vampiri, tra cui Seth, stanno aspettando Mitchell. Al locale lavora George che viene riconosciuto come licantropo dai tre vampiri. Quando George esce dal locale viene colto di sorpresa dai tre vampiri che iniziano a picchiarlo fino quasi alla morte, se non fosse intervenuto Mitchell a bloccare i tre e a mandarli via. Mitchell e George si incontrano per la prima volta e il vampiro manda via George per salvargli la vita, ma quest'ultimo, disperato e impaurito chiede all'altro cosa avrebbe fatto e che non avrebbe potuto continuare a fuggire in eterno. Così Mitchell, riconoscendosi in quello stato di paura e solitudine decide di rimanere con il licantropo.
Si torna al presente con Mitchell che viene portato di corsa in ospedale dopo essere stato ferito gravemente da Herrick. Con lui ci sono George ed Annie che ha rinunciato alla morte. L'équipe medica non riesce a spiegarsi il perché dei valori sballati di Mitchell e perché le sue ferite si rimarginano così in fretta; per questo motivo George pensa di dover portare via l'amico.
Nel mentre Annie è tornata a casa per riposare dove comincia a sentire delle voci.
In ospedale, mentre George è di guardia si presenta un parroco e proprio in quel momento Mitchell si risveglia avvertendo l'amico che "loro sono qui". Impaurito, George esce dalla stanza con il parroco e insieme riescono a cacciare i due vampiri.
L'indomani Mitchell riceve la visita di Josie che decide di sacrificarsi per salvare la vita del suo vecchio amore. Nel mentre, George al bar dell'ospedale incontra Herrick il quale gli dice che niente potrà fermarlo.
Mitchell torna a casa con George e ad aspettarli c'è Annie. Tornato al lavoro George incontra Nina, la quale gli confessa di essersi stancata di tutti questi misteri.
Mitchell incontra Herrick dandogli un ultimatum: si sarebbero affrontati l'indomani a patto che Annie e George venissero lasciati in pace. Herrick ovviamente accetta concedendo ai due 24ore di anticipo per lasciare la città. Tornato a casa Mitchell deve affrontare Annie e George e la loro resistenza nei confronti della sua decisione: Annie è decisa a lottare per non lasciare l'amico solo, mentre alla fine George cede dando ragione al vampiro e chiede a quest'ultimo la possibilità di essere lui a parlare con Herrick. Arrivato al cospetto di quest'ultimo, irremovibile sulla decisione di uccidere Mitchell, George gli comunica il luogo dell'appuntamento. Il grande giorno è arrivato. George saluta gli amici, Annie piange perché non riesce ad accettare la situazione e Mitchell va sul luogo dell'appuntamento. Rimasta a casa sola, Annie riceve la visita di un altro fantasma, ucciso dai vampiri, che la conduce nel loro covo. Qui, forte più che mai, Annie sconfigge tutti i vampiri rimasti sul luogo e riesce a salvare gli uomini usati per nutrirsi. Annie riesce a parlare con un vampiro il quale le confessa i piani di Herrick. Annie raggiunge allora Mitchell per informarlo che Herrick non stava andando in quel luogo: George gli aveva dato un altro indirizzo. Di corsa i due ragazzi corrono dall'amico e nel percorso incontrano Nina, arrabbiata più che mai perché George l'ha lasciata tramite una lettera. Mitchell ed Annie raggiungono George il quale però, aiutato dalla luna piena, li caccia e riesce ad uccidere Herrick. Alla scena però assiste anche Nina.
Finita la lotta, George si ritrova nella sua stanza a parlare con Nina della sua situazione. Quest'ultima va a rinfrescarsi e, alzandosi la manica, mostra il graffio di un licantropo sul braccio.
Al piano di sotto, Mitchell ed Annie sono preoccupati per l'apparente tranquillità di George.
La scena finale si svolge in prigione dove Owen, ormai reputato pazzo, sta parlando con un uomo della sua ex ragazza fantasma e degli amici licantropo e vampiro. L'uomo, finito il colloquio fa una telefonata dicendo di averli trovati.